# Momenta

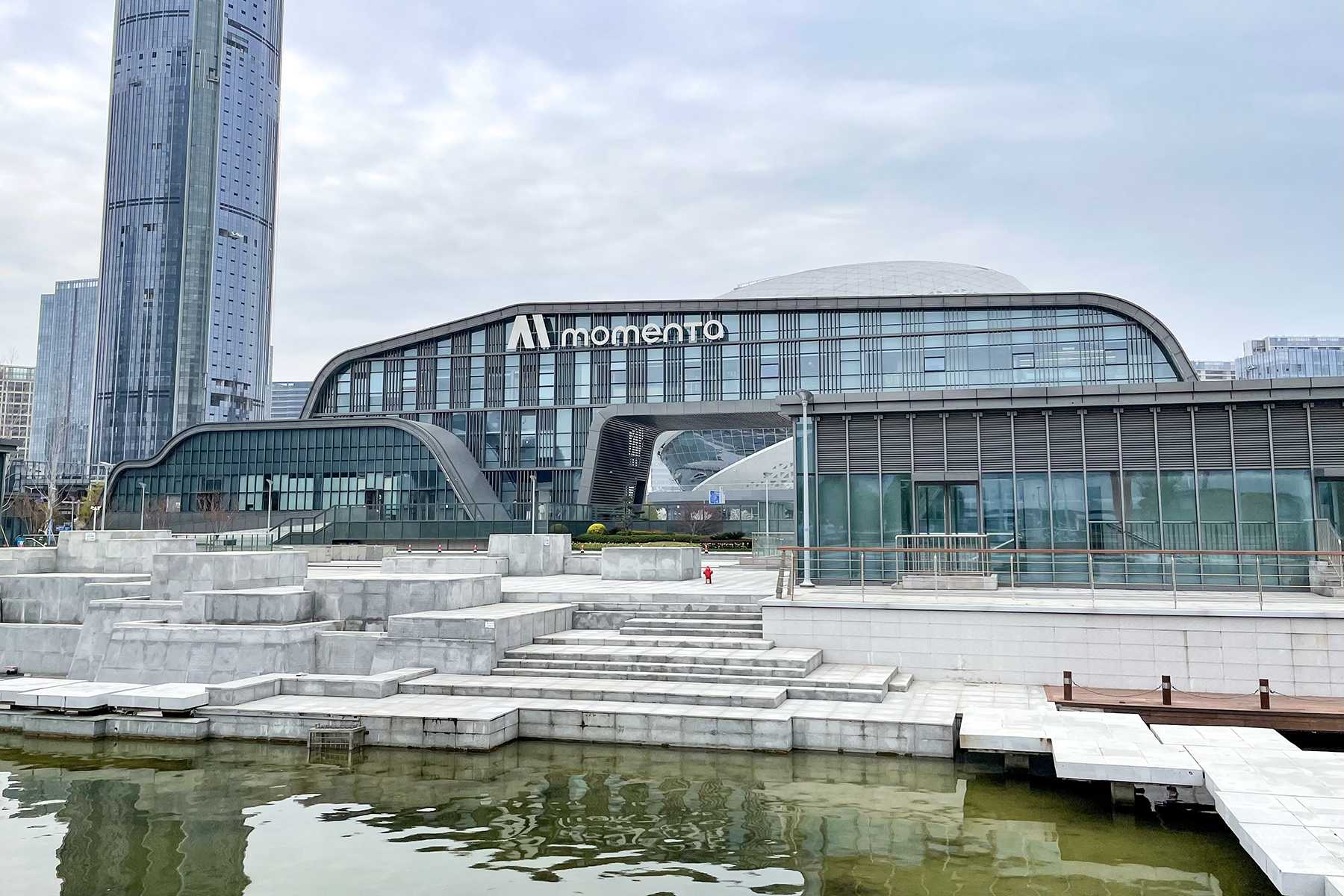
Momenta-Sitz in Suzhou

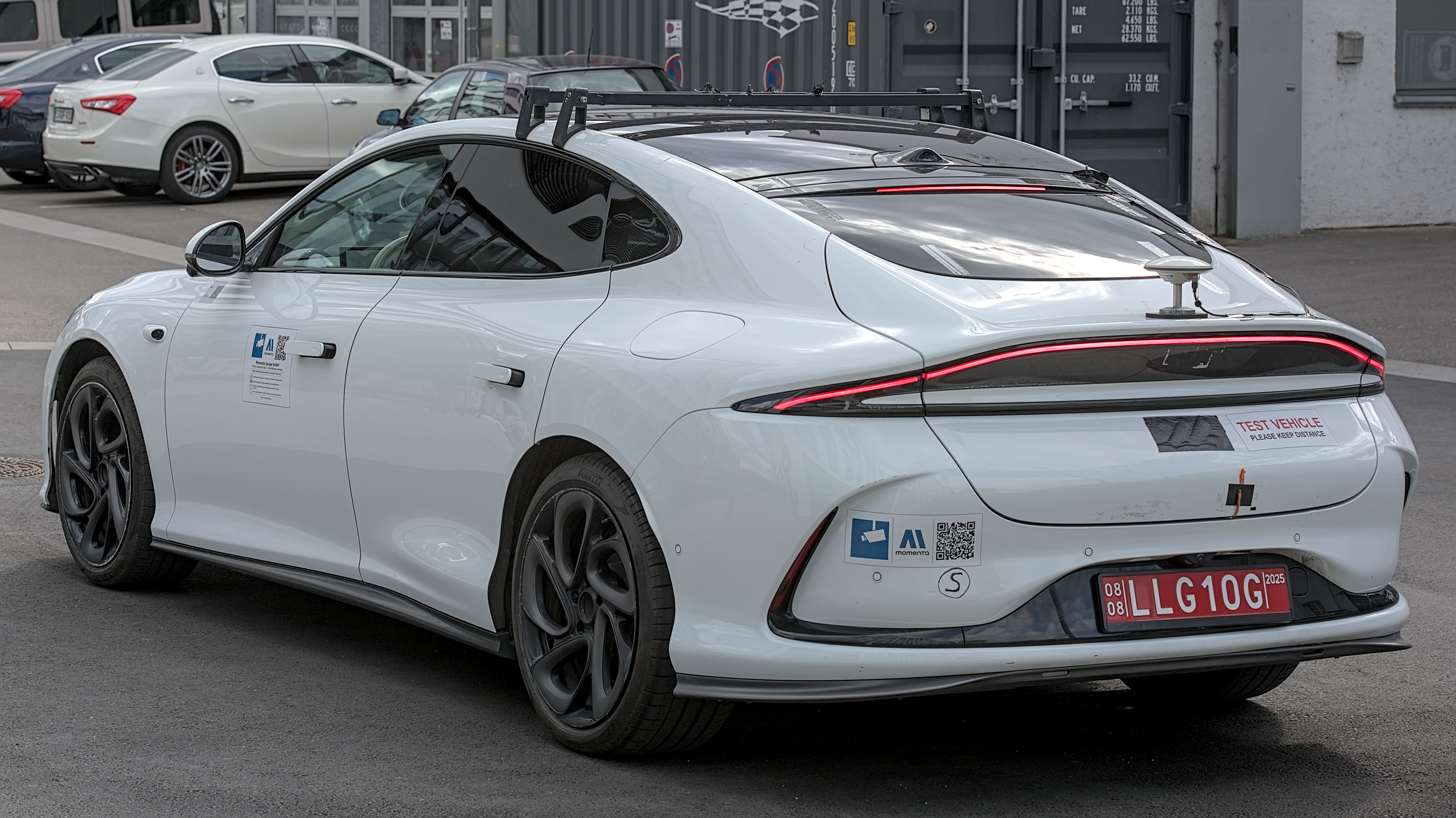
Momenta IM L6-Testfahrzeug in Baden-Württemberg, 2025

Momenta Global Limited (kurz Momenta) ist ein Entwickler von Software für selbstfahrende Fahrzeuge unter Verwendung von künstlicher Intelligenz. Die Standorte in China sind Peking und Suzhou (Jiangsu).
Die Momenta Europe GmbH hat ihren Sitz in Böblingen.

## Geschichte
Momenta wurde im September 2016 führend von Cao Xudong gegründet, einem früheren Wissenschaftler von Microsoft Research und früherem Executiv-Direktor der Forschung und Entwicklung bei dem chinesischen Deep Learning und Computervision-Unternehmen SenseTime.
2017 investierte die Mercedes-Benz Group mit Momenta erstmals in ein chinesisches Start-up-Unternehmen.
Momenta wurde das erste chinesische Einhorn auf dem Gebiet der selbstfahrenden Fahrzeuge, nachdem Investoren das Unternehmen 2021 auf mehr als 1 Milliarde $ bewerteten. Zu den Investoren gehörten: General Motors (GM), IDG Capital, GGV Capital, Blue Lake Capital, Shunwei Capital und Cathay Capital. General Motors investierte 300 Millionen $ 2021 in Momenta mit der Ankündigung des Ziels, die Entwicklung von selbstfahrenden Fahrzeugen in China zu beschleunigen. Zur selben Zeit schloss Momenta Partnerschaften mit SAIC Motor, Toyota, dem Automobilzulieferer Bosch, Mercedes-Benz, Temasek Holdings, Yunfeng Capital und Tencent.
Seit 2021 arbeiteten SAIC Motors und Momenta zusammen an Robotaxi-Betrieb in Shanghai and Suzhou. Darüber hinaus ist Momenta auch für SAICs IM beim autonomen Fahren unterstützend tätig.
Im Dezember 2021 gründeten Momenta und BYD das Joint Venture DiPi Intelligent Mobility Co, ansässig in Shenzhen, um autonome Fahrmöglichkeiten für bestimmte BYD-Fahrzeugmodell-Linien zu entwickeln.
2023 erhielt General Motors China die Erlaubnis, für seine zusammen mit Momenta entwickelten autonomen Fahrzeuge Straßentests in Shanghai durchzuführen.
2024 folgten weitere Partnerschaften mit Nvidia and Qualcomm.
Im August 2024 gaben Audi und SAIC Motor ein Joint Venture, bei dem Momenta ein System für autonomes Fahren liefert, bekannt. Auch Mercedes hat eine Partnerschaft mit Momenta seit 2024. Im Juli 2025 begann BMW eine Kooperation für den chinesischen Markt.
Im September 2024 führte Momenta sein erstes für Massenproduktion bestimmtes selbstfahrendes End-to-end-Modell – Kamera- oder Sensor-Signale werden über Deep Learning in Fahraktionen umgesetzt - ein.

## Produkte
Momenta stellt keine Fahrzeuge her, sondern verkauft seine Fahrzeug-Software an die Automobilhersteller. Das Unternehmen arbeitet an Deep-Learning-Fähigkeiten, den sogenannten „Gehirnen“ der Automobile. Momentas Software wird mit einer großen Datenmenge „gefüttert“, die insbesondere für die Entwicklung der selbstfahrenden Fahrzeuge nötig ist, so dass sie Kamera- oder Sensor-Signale über Deep Learning in Fahraktionen umsetzen (End-to-end) können.
Laut Rita Liao von TechCrunch hat das Unternehmen einen auf zwei Säulen beruhenden Ansatz: halb-automatische Software zu verkaufen, während in Forschung für die nächste Generation der Selbstfahrtechnik investiert wird.